# 豊後高田市立真玉中学校
豊後高田市立真玉中学校（ぶんごたかだしりつ またまちゅうがっこう）は、大分県豊後高田市中真玉にある公立中学校。

## 概要
1997年過疎化に伴い、臼野中学校と真玉中学校が統合。
旧真玉中学校は、現在の真玉小学校のところに存在した。なお、現在の真玉小学校には旧真玉中学校の壁画が現在でも残されている。臼野中学校に関しては、現在の臼野小学校と隣接されていた。
現在中学校が立地しているところは統合前の各中学校を基準にそれぞれの地区から通いやすい中間地点として現在の位置に立地している。また、現在立地している位置は海抜2メートル地点のため津波などの被害が想定される。2011年3月11日に発生した東日本大震災を教訓に避難訓練等を実施している。
現在の真玉中学校は国道に近い位置にあるため、国道を渡らなければならず、事故になりかけたケースも度々あった。そこで、2009年12月24日に校門前に信号機が設置され、現在では交通面は改善されている。さらに、真玉中学校にはソーラーパネルが設置されており、簡易的な自家発電装置が備わっている。

## 沿革
- 1997年 - （旧）真玉中学校と臼野中学校が統合して開校。
- 2009年12月24日 - 学校校門前に信号機設置

## 学区
- 旧真玉町全域
- 豊後高田市一部の地域

## 交通
現在の通学方法は徒歩か自転車通学のみ。

## 行事
有名な行事としては、毎年11月に行っている文化祭で地域の伝統を学ぼうということで真玉歌舞伎や盆踊りなどをやっている。他にはこの学校で行われる地域のお祭り「よっちょくれ祭り」に参加している。
主な年間行事
| 4月 1学期始業式、入学式、新入生歓迎遠足、実力テスト                 |
| 5月 体育大会、中間テスト                                            |
| 6月 市中体連前期大会、市中体連陸上大会                              |
| 7月 市中体連後期大会、1学期終業式、県中学校総合体育大会、期末テスト |
| 8月 空きビン・カン回収、3年高校体験入学                             |
| 9月 2学期始業式、2年生修学旅行、実力テスト                          |
| 10月 市新人戦、市駅伝大会、県新人戦、中間テスト                     |
| 11月 2年職場体験学習、校内文化祭、市中学弁論大会                    |
| 12月 市音楽会、3年三者面談、2学期終業式、期末テスト                 |
| 1月 3学期始業式、3年三者面談、私立高校入試                          |
| 2月 新入生体験入学、お別れ遠足                                      |
| 3月 卒業証書授与式、公立高校入試、修了式、学年末テスト              |

※年々によって多少異なることがあります。
詳しい年間行事　http://tyu.oita-ed.jp/takada/matama/2011%E5%B9%B4%E5%BA%A6%E3%80%80%E5%B9%B4%E9%96%93%E8%A1%8C%E4%BA%8B%E8%A8%88%E7%94%BB.pdf

## 生徒会活動・部活動など
生徒会活動は地域のボランティアなどを積極的にやっており2010年は・大分合同新聞「福祉優秀校」を受賞した。
部活
- 野球部 -男子のみ
- バレー部 -女子のみ
- ソフトテニス部 -男子のみ
- 卓球部 -女子のみ

嘗てはサッカー部や卓球部(男子)ソフトテニス部(女子)が存在した。
※なお、臨時として水泳・相撲・陸上・駅伝なども存在する。

## その他
以前の真玉中学校の公式ホームページは余りにも内容や作りが乏しく、学校行事、校歌、教育目標だけだった。さらに更新回数が低かったため、市内の他の中学校のホームページより圧倒的な情報量の差があった。現在では市内全ての学校のホームページデザインが統一化され、解消されている。
近年、地域の文化や歴史に積極的に取り組んでおり、学校生徒が演じる「真玉歌舞伎」や学校が会場となる「よっちょくれ祭り」などが行われ、体育大会では地域の盆踊りなどが盛り込まれている。